# Paruline de Colima
Leiothlypis crissalis
Espèce
Synonymes
- Oreothlypis crissalis
- Vermivora crissalis
- Helminthophila crissalis (protonyme)

Statut de conservation UICN

 LC  : Préoccupation mineure
Répartition géographique
La Paruline de Colima (Leiothlypis crissalis) est une espèce de passereaux de la famille des Parulidae.
Malgré son nom elle niche dans le nord-est du Mexique.
La paruline de Colima niche souvent dans les forêts de pins, de chênes et de sapins. En hiver elle fréquente les sous-bois de montagne humides entre 1 500 et 3 500 mètres d'altitude.